# Легаев, Пётр Алексеевич
Пётр Алексеевич Легаев (18 августа 1925, с. Калягино, Новосибирский округ — 21 марта 1981, Новосибирск) — сапёр сапёрного взвода 102-го стрелкового полка, ефрейтор — на момент представления к награждению орденом Славы 1-й степени.

## Биография
Родился 18 августа 1925 года в селе Калягино Колыванского района (ныне Новосибирской области). Окончил 4 класса сельской школы, работал в колхозе.
В июле 1943 года был призван в Красную Армию, в запасном полку прошёл военную подготовку. В мае 1944 года в составе маршевой роты прибыл на доукомплектование 102-го стрелкового полка 41-й стрелковой дивизии и был зачислен в сапёрный взвод.
В боях Великой Отечественной войны с июля 1944 года. Во второй половине июля войска 1-го Белорусского фронта, взломав сильно укрепленную оборону противника, устремились к государственной границе СССР, проходившей по реке Западный Буг. Преследуя разбитые части вражеских войск, передовые подразделения 41-й стрелковой дивизии в ночь на 20 июля подошли к восточному берегу реки.
Красноармеец Легаев в составе сапёрной группы подготовил плоты для переправы и с передовой группой одним из первых форсировал водную преграду. На вражеском берегу сапёры сразу же приступили к разминированию, сделали проходы в минных заграждениях, которыми тут же воспользовались стрелки. В бою на плацдарме был ранен. В госпитале узнал о награждении медалью «За отвагу» и присвоении звания ефрейтор. После госпиталя вернулся в свою часть, когда бои шли уже на западном берегу Вислы.
В ночь на 14 ноября 1944 года у населённого пункта Барычка ефрейтор Легаев, поддерживая действия взвода пешей разведки, под сильным огнём противника проделал проход в минном поле врага. Обезвредил 60 противопехотных и противотанковых мин и перерезал трёхрядный проволочный забор. Захват контрольного пленного прошёл успешно. В тот же день командир дивизии вручил сапёрам награды.
Приказом командира 41-й стрелковой дивизии от 14 ноября 1944 года ефрейтор Легаев Пётр Алексеевич награждён орденом Славы 3-й степени.
В январе 1945 года ефрейтор Легаев вновь отличился. 12 января 1945 года у населённого пункта Ловецко-Нове проложил коридор в проволочном заграждении противника, с группой разведки ворвался в траншею. Заминировал и взорвал подвал каменного дома в нейтральной полосе, служившего укрытием для боевого охранения противника. Обеспечил действия разведки по захвату контрольного пленного.
Приказом по войскам 69-й армии 20 февраля 1945 года ефрейтор Легаев Пётр Алексеевич награждён орденом Славы 2-й степени.
В начале февраля дивизия вступила на немецкую землю. На фронтовом пути от Вислы до Одера саперы сняли сотни вражеских мин, построили десятки переправ, мостов, взорвали несколько дотов. Этот путь ефрейтора Легаева был отмечен орденом Отечественной войны 2-й степени. В те дни дивизионная газета «Вперёд» в статьях под заголовками: «Бесстрашный сапёр», «Учитесь у Петра Легаева» и других широко пропагандировала его боевой опыт.
14 апреля 1945 года в районе города Лебус в ходе разведки боем Легаев разминировал участок перед позициями врага, снял заграждения, взорвал дзот и уничтожил 5 противников. Но и сам был тяжело ранен, в госпитале узнал о высокой награде.
Указом Президиума Верховного Совета СССР от 15 мая 1946 года за образцовое выполнение заданий командования в боях с захватчиками на завершающем этапе Великой Отечественной войны ефрейтор Легаев Пётр Алексеевич награждён орденом Славы 1-й степени. Стал полным кавалером ордена Славы.
В 1946 году сержант П. А. Легаев был демобилизован, вернулся на родину. Несмотря на инвалидность, работал на заводе «Сибэлектротяжмаш» вахтёром, начальником охраны. Вёл большую воспитательную работу среди молодёжи.
Жил в городе Новосибирск. Скончался 21 марта 1981 года. Похоронен на Заельцовском кладбище в Новосибирске.

## Награды
Награждён орденами Отечественной войны 2-й степени, Славы 1-й, 2-й и 3-й степеней, медалями, в том числе «За отвагу».